# Нижня Вовча
Ни́жня Вовча — село в Україні, у Самбірському районі Львівської області. Населення становить 523 осіб.
1 квітня 1927 р. сільська гміна (самоврядна громада)
Волча Дольна вилучена зі Старосамбірського повіту і приєднана до Добромильського повіту Львівського воєводства.
7.5.1946 перейменували село Вовча Долішня Добромильського району на село Нижня Вовча і Вовчо-Долішнянську сільську Раду — на Нижньововчанська.
У селі є церква, названа на честь свята Собору Пресвятої Богородиці. Храм перебуває у користуванні парафії ПЦУ.
Уродженцем села є Вітошинський Модест Петрович — хоровий співак (баритон).